# Arabische Revolte

Flagge der Arabischen Revolte – sie dient als Vorlage für zahlreiche Nationalflaggen später entstandener arabischer Länder

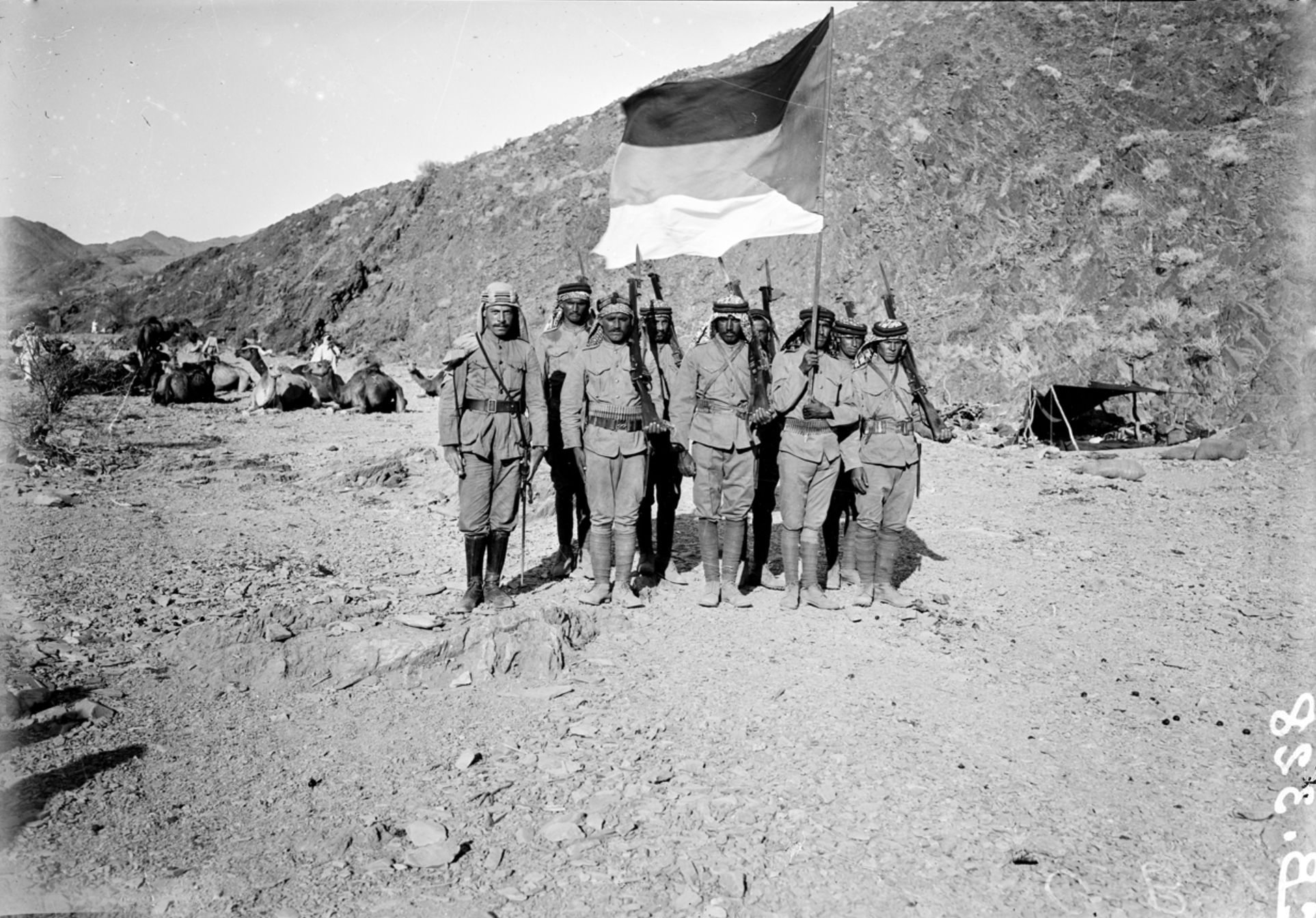
Soldaten der arabischen Armee während der Arabischen Revolte

Die Arabische Revolte war ein von einigen arabischen Stämmen getragener Aufstand im Osmanischen Reich, der im Hedschas seinen Ausgang nahm und sich später ins südliche osmanische Syrien (heute teils zu Jordanien und Syrien) ausbreitete. Die von 1916 bis 1918 dauernde Revolte wurde maßgeblich von der im Ersten Weltkrieg gegen das Osmanische Reich kämpfenden Entente unterstützt. Der Aufstand wurde von Hussein ibn Ali, dem Scherifen von Mekka, angeführt. An der Revolte beteiligten sich zahlreiche, aber nicht alle Beduinenstämme des Hedschas. Nach und nach brachten die Beduinen immer mehr Städte im Hedschas, aber auch in Jordanien und Syrien unter ihre Kontrolle. Der Aufstand endete mit der Eroberung von Damaskus beziehungsweise mit der Übergabe Medinas.
Dennoch trug die britische Armee, wenn man die Gesamtheit der Kampfhandlungen am nahöstlichen Kriegsschauplatz betrachtet, die Hauptlast der Kämpfe, während sich die Aufständischen größtenteils auf Sabotageaktionen und kleinere Überfälle beschränkten. Obwohl zuvor durch die Hussein-McMahon-Korrespondenz dem Scherifen die Herrschaft über ganz Arabien versprochen worden war, teilten die Siegermächte Frankreich und Großbritannien nach dem Krieg die eroberten Gebiete mit Ausnahme des Hedschas unter sich auf. Dies wurde durch Mandate des Völkerbundes legitimiert. Nachdem die Araber somit zunächst von der Regierung ausgeschlossen worden waren, setzten die Briten nach und nach Vertreter der Haschimitendynastie als Emire oder Könige in ihren Mandatsgebieten ein.
Der britische Geheimagent T. E. Lawrence – welcher als Verbindungsmann zu den Aufständischen entsandt wurde – wurde als „Lawrence von Arabien“ berühmt. Allerdings ist die ihm zugesprochene Rolle während des Aufstandes stark umstritten.

## Vorgeschichte
Schon vor dem Krieg gab es teilweise starke Spannungen und in der Folge immer wieder Zusammenstöße zwischen den im Hedschas lebenden Beduinen und den Türken. Gegenstand dieser Streitigkeiten war in den meisten Fällen die von Damaskus nach Medina führende Hedschasbahn, die im Jahr 1908 fertiggestellt wurde. Viele Beduinen lehnten den Bau dieser Bahnlinie ab, da sie diese als Konkurrenz zu den Karawanen empfanden. Des Weiteren fürchteten viele Beduinen, dass ihnen durch den Bau der Bahn die Möglichkeit genommen werde, andere Karawanen zu überfallen. Aus diesen Gründen wurde die Bahn immer wieder durch kleine Beduinentruppen sabotiert und die Arbeiter am Bau gehindert. Allerdings ließen sich die Beduinen meist nicht auf Gefechte mit der osmanischen Armee ein.

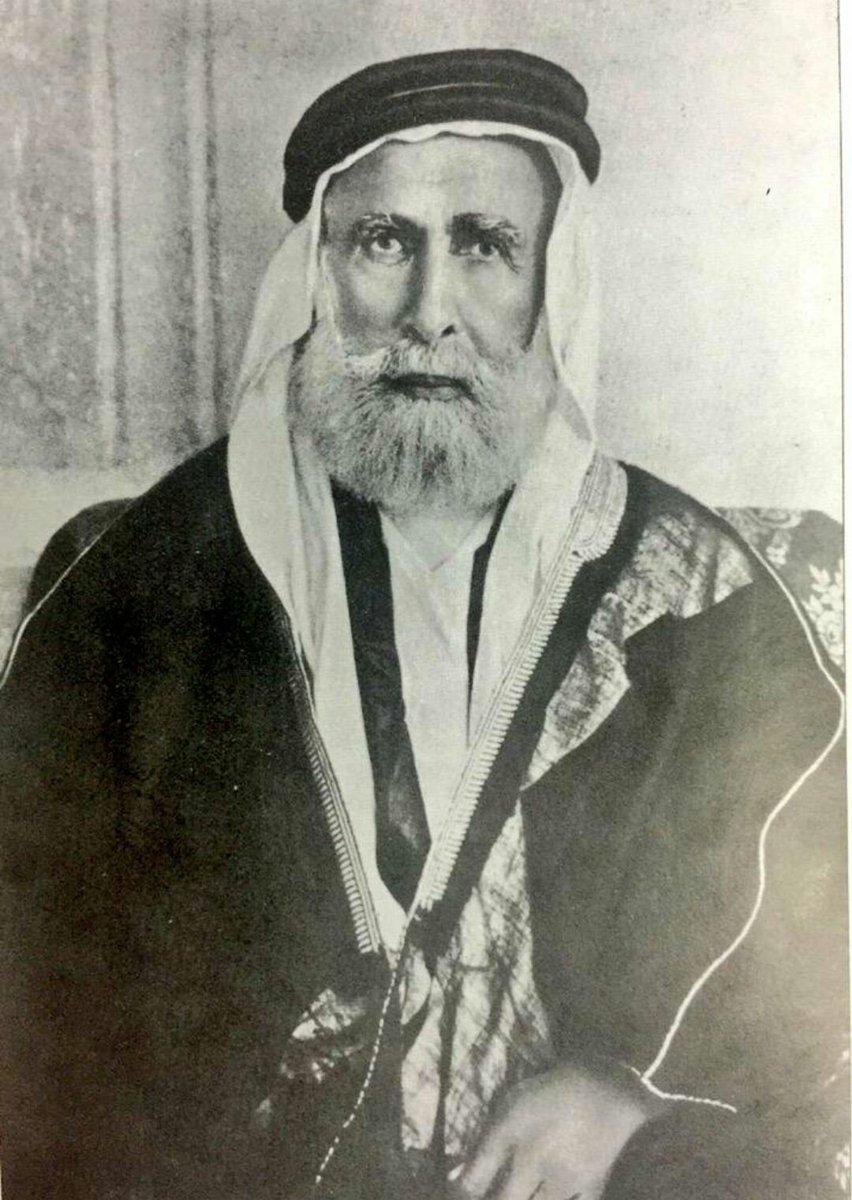
Der Großscherif von Mekka Hussein ibn Ali

In den Jahren 1908 bis 1909 erreichte der Widerstand gegen die Hedschasbahn einen vorläufigen Höhepunkt, da sich immer mehr Stämme an den Sabotageaktionen beteiligten und sich sogar auf kleinere Gefechte mit der osmanischen Armee einließen. Dieses Vorgehen gegen die Hedschasbahn wurde vom haschimitischen Scherifen von Mekka, Hussein ibn Ali, zwar geduldet, aber nicht offiziell unterstützt. Mit der Zeit flaute der Aufstand wieder ab, da die Beduinen nur schlecht bewaffnet waren und somit keine realistische Chance gegen die regulären türkischen Truppen hatten.
Nach Ausbruch des Ersten Weltkriegs erfuhr Hussein im Jahr 1915, dass die Türken bereits seine Absetzung nach dem Ende des Krieges planten. Aus diesem Grund beschloss er, die Briten bei ihrem Kampf gegen die osmanische Armee zu unterstützen und somit seine Macht zu erhalten und auf den gesamten arabischen Raum auszudehnen. Diese waren selber nach der Niederlage bei Kut al Amara in die Defensive gedrängt, so dass ihnen die Unterstützung Husseins mehr als willkommen war.
Am 15. April 1915 wurde der Sirdar Reginald Wingate vom Foreign Office damit beauftragt, Kontakt mit dem Scherifen von Mekka aufzunehmen. Schließlich kam es zwischen Hussein und dem Britischen Hochkommissar für Ägypten Sir Henry McMahon zu einem Briefwechsel, der als Hussein-McMahon-Korrespondenz in die Geschichte eingegangen ist. Darin wurden dem Scherifen sämtliche arabische Provinzen des osmanischen Reiches versprochen, mit Ausnahme der syrischen Mittelmeerküste. Wenig später beschlossen Frankreich und Großbritannien am 16. Mai des Jahres 1916 im Sykes-Picot-Abkommen die Aufteilung der osmanischen Provinzen in französische und britische Einflussgebiete.
Als Hussein schließlich Anfang des Jahres 1916 erfuhr, dass türkische Truppen durch den Hedschas marschieren sollten, geriet er in Panik und eröffnete am 5. Juni 1916 offiziell die arabische Revolte.

## Husseins Verhältnis zum Sykes-Picot-Abkommen
Am 16. Mai 1916 regelten Großbritannien und Frankreich die Aufteilung der osmanischen Provinzen nach dem Krieg in dem geheimen Sykes-Picot-Abkommen. Dieses Abkommen stand im Widerspruch zu den Versprechungen der Hussein-McMahon-Korrespondenz, in der dem Scherifen die Herrschaft über ganz Arabien versprochen wurde.
Entgegen der weitläufigen Meinung erfuhr der Scherif im Laufe des Jahres 1917 aus verschiedenen Quellen von dem Abkommen. Da der Aufstand aber zu weit vorangeschritten war, um ihn noch ohne schwerwiegende Folgen für seine eigene Macht beenden zu können, war Hussein gezwungen, weiterhin an der Seite der Briten zu kämpfen. Des Weiteren erhoffte er sich ein Herrschaftsgebiet im Kernland Arabiens. Außerdem wird von einigen Historikern vermutet, dass es Hussein schon im Voraus klar gewesen sein musste, dass sein Traum von einem großarabischen Reich illusorisch war.
Allerdings verheimlichten alle Führer der arabischen Revolte, dass sie über das Sykes-Picot-Abkommen Bescheid wussten, um somit, auf ein großarabisches Reich beharrend, eine bessere Verhandlungsposition nach dem Krieg zu haben. So entstand dann auch der sich hartnäckig haltende Mythos, die Aufständischen hätten bis zum Schluss auf Grund des Glaubens an ein großarabisches Reich gekämpft und hätten sich somit von den Briten hintergehen lassen.

## Verlauf

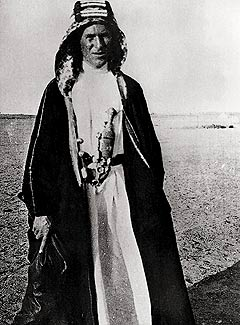
T. E. Lawrence („Lawrence von Arabien“) bei Rabegh, nördlich von Dschidda, 1917

Die arabischen Kräfte wurden von Husseins Söhnen Abdallah (später Emir und König von Jordanien) und Faisal (später König von Syrien bzw. Irak) angeführt und von Militärberatern wie T. E. Lawrence (genannt „Lawrence von Arabien“) unterstützt. Ihre Aufgabe war es, dem überwiegend aus Kolonialtruppen zusammengesetzten britischen Expeditionskorps in Ägypten unter dem Kommando von Archibald Murray (ab 1917 Edmund Allenby) durch Aktionen im Hinterland den Kampf an der Palästinafront zu erleichtern.
Am 5. Juni 1916 eröffneten arabische Freischärler die Gefechte der Arabischen Revolte mit Scharmützeln gegen die osmanische Garnison in Medina. Die Gefechte dienten dazu die Garnison unter Umar Fachr ud-Din Pascha und ihre 11.000 Soldaten in Medina zu beschäftigen. Den eigentlichen Hauptangriff eröffnete Faisal mit einem symbolischen Gewehrschuss auf die türkische Garnison in Mekka. Die rund 1.400 Mann der türkischen Garnison wurden rasch überwältigt und den Aufständischen gelang es binnen drei Tagen die Stadt unter ihre Kontrolle zu bringen. Eine osmanisches Artilleriefort hielt bis zum 9. Juli 1916 stand. Die türkischen Truppen des Forts bombardierten bis dahin mehrmals täglich die Stadt. Gleichzeitig mit dem Angriff auf Mekka erfolgte am 10. Juni 1916 ein Angriff von 4.000 Irregulären auf die Küstenstadt Dschidda. Die osmanische Garnison konnte den Angriff zunächst mit MG-Feuer und Artillerie zurückschlagen, gab jedoch am 16. Juni auf, nachdem sie von zwei britischen Kriegsschiffen und britischen Flugzeugen angegriffen wurde. Ebenso am 10. Juni begannen arabische Irreguläre unter dem Kommando von Faisals Sohn Abdullah die Verkehrs- und Kommunikationswege nach Taif abzuschneiden. Die dortigen Truppen unter dem Gouverneur des Hedschas Ghali Pascha kapitulierten am 21. September 1916. Bis Ende September übernahmen die Aufständischen noch die Kontrolle der am Roten Meer gelegenen Küstenstädte Rabigh und Yanbu. Bis zu diesem Zeitpunkt hatten die Aufständischen rund 6000 Angehörige der osmanischen Armee gefangen genommen. Im November erklärte sich Faisal zum König der arabischen Länder. Seine britischen Verbündeten akzeptierten jedoch nur seinen Herrschaftsanspruch über den Hedschas.
Am 1. August 1916 traf Sharif Ali Haidar in Medina ein, der seitens der Osmanen den Rebellen Faisal nach dessen Niederlage ersetzen sollte. Im Herbst 1916 startete Fahri Pascha von Medina aus den Gegenangriff gegen die arabischen Rebellen. Die britischen Stellen erwogen wegen der Unterlegenheit der Guerilla gegen die Osmanen die Entsendung eigener Truppen, sandten jedoch nach Konsultation mit T.E. Lawrence nur arabische Freiwillige und forcierten die Gabe von Finanzmitteln an Faisal, damit dieser mehr Einheimische rekrutieren konnte. Bis Dezember 1916 erreichten 950 ägyptische Artilleristen und rund 120 Freiwillige die Armeen Faisals. Am 11. Dezember hatten die osmanischen Kräfte die dort 5000 Mann starke Armee Faisals auf Yanbu zurückgedrängt, welches auf der Küstenroute den Weg nach Mekka versperrte. Das Auftauchen von fünf britischen Kriegsschiffen, welche die Verteidigung des Hafenortes mit ihrer Bordartillerie unterstützen sollten, bewog Fahri Pascha von einem Angriff abzusehen. Die osmanischen Truppen zogen sich nach mehrmaligen Luftbombardements auf Stellungen vor Yanbu wieder in Richtung Medina zurück. Von britischen Kriegsschiffen logistisch und mit Artilleriefeuer unterstützt griff eine rund 11.000 Mann starke Rebellenarmee am 23. Januar 1917 Wagh an und nahm den Ort in einem zweitägigen Gefecht. Der Ort diente als Basis für Guerillaangriffe gegen die Eisenbahnstrecke im Hidschas.

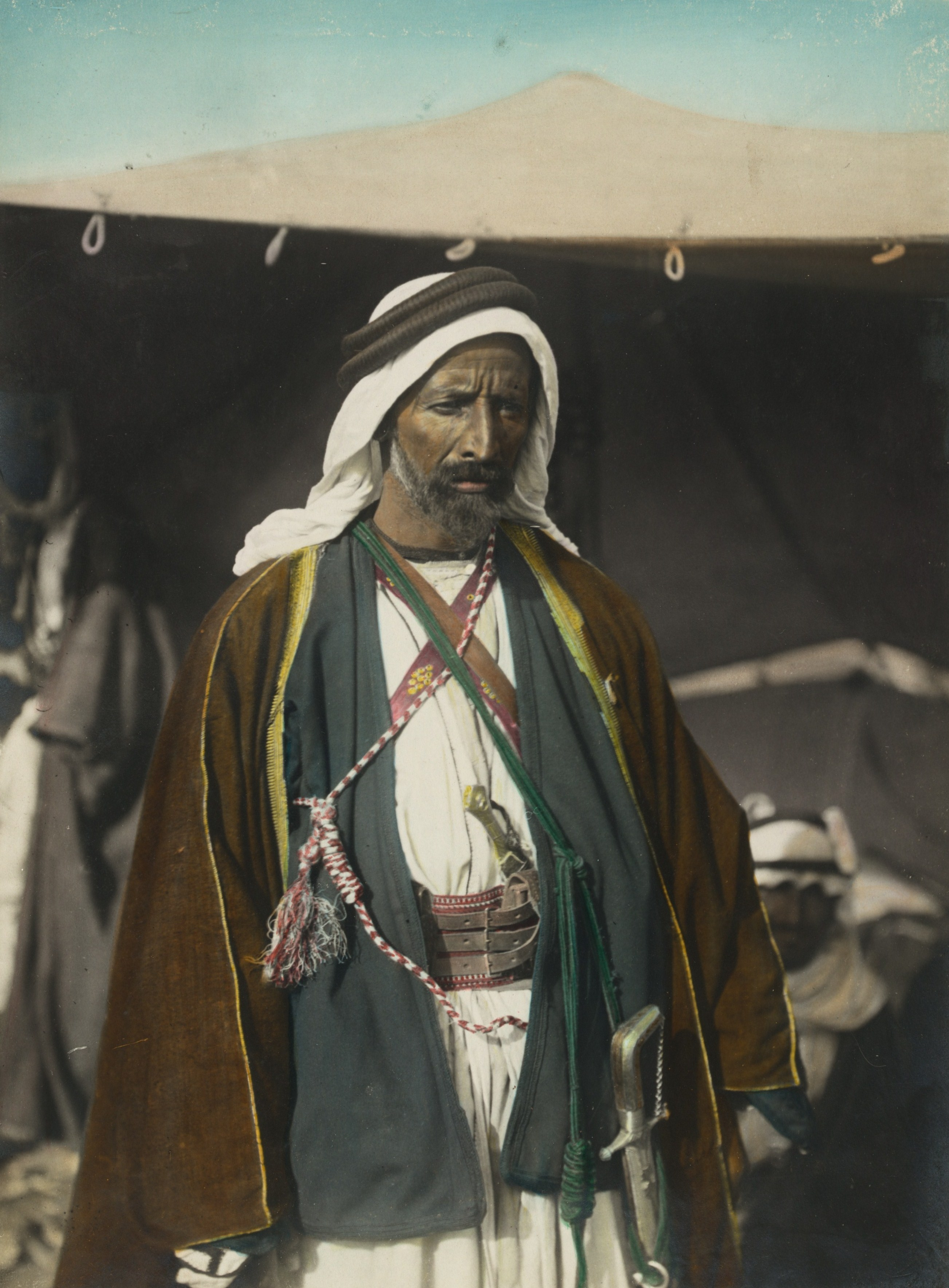
Auda ibu Tayi

Am 9. Mai 1917 brach Lawrence mit dem Scherifen Nasir und einigen wenigen Männern zu einer Reise entlang der Wüste Nefud bis nach Maʿan auf, um dort weitere Krieger für Sabotageaktionen in der Nähe und schließlich für die Einnahme Akabas zu rekrutieren. Auf der Reise schloss sich ihnen bald Auda ibu Tayi, ein Stammesoberhaupt der Howeitat an. Mit dessen Hilfe gelang es schließlich am 1. Juli, die Türken vor Akaba bei Abu l-Lisan zu schlagen. So konnten die Araber Akaba am 6. Juli kampflos einnehmen. Die Stadt spielte nun im weiteren Verlauf der Revolte eine große Rolle, da dort Nachschub eingeschifft werden konnte. Somit wurde den Beduinen ermöglicht, die Arabische Revolte nach Palästina und Syrien zu tragen. So wurde Akaba dazu verwendet, mehrere Sabotageaktionen gegen die Hedschasbahn und Telegrafenmasten durchzuführen. Am 8. Oktober gelang es den britischen Expeditionsstreitkräften, bei Gaza durchzubrechen und weiter gegen Norden durch Palästina vorzurücken.
Am 19. September 1918 kam es nahe Amman zu einer entscheidenden Schlacht zwischen Türken und Briten. Um die britische Front zu entlasten, bekam T. E. Lawrence den Auftrag, mit den Beduinenkriegern nahe Darʿā einige Sabotageaktionen durchzuführen. So griffen am 16. September 1918 die Aufständischen eine Brücke nahe Darʿā an. Allerdings wurden diese später durch türkische Flugzeuge zum Rückzug gezwungen. Schließlich gelang es aber Lawrence einige Flugzeuge zur Verstärkung zu erhalten, weshalb schließlich die Araber die Belagerung von Dar'a fortsetzen konnten.
Nach der Eröffnung der Offensive am 19. September eroberte Allenby bereits am 24. September Amman. Nun sahen sich die Türken gezwungen, sich zuerst auf Dar'a und schließlich auf Damaskus zurückzuziehen, so dass die Araber bereits am 27. September Dar'a kampflos übernehmen konnten. In der Folge griffen sie immer wieder mit äußerster Brutalität den türkischen Rückzug an, was die Reorganisation des türkischen Heeres möglicherweise erschwerte. Wenig später, am 30. September, gaben die Türken auch Damaskus auf, um die übrigen Truppen zur Verteidigung Anatoliens aufzusparen. Nun bemühten sich die Beduinen noch vor den Briten Damaskus zu erreichen, um die eigene Kriegsbeteiligung zu unterstreichen und somit eine Beteiligung in der Verwaltung der eroberten Gebiete zu erreichen. Am 1. Oktober zogen sie schließlich in Damaskus ein, womit die Arabische Revolte beendet war.

## Ergebnis

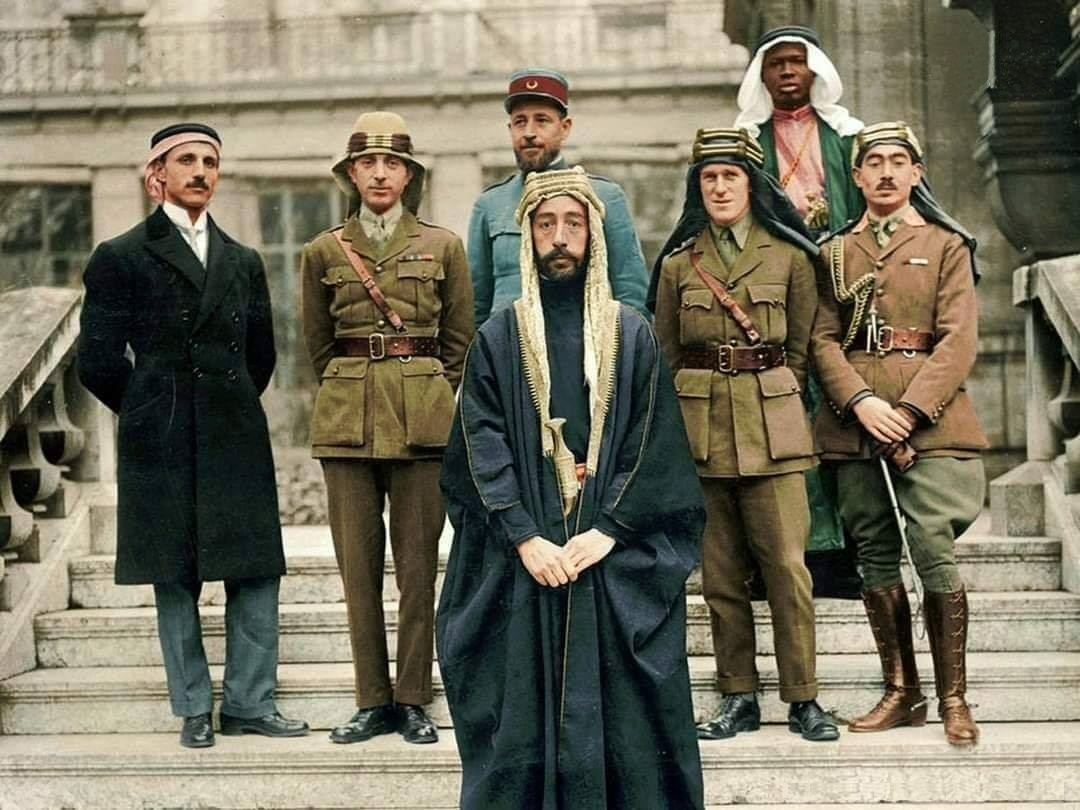
Emir Faisals Delegation bei der Pariser Friedenskonferenz 1919. Von links nach rechts: Rustum Haidar, Nuri as-Said, Prinz Faisal, Captain Rosario Pisani (hinter Faisal), T. E. Lawrence, Feisals Sklave (Name unbekannt), Captain Tahsin Kadry.

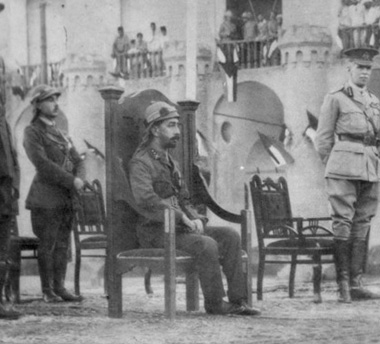
Faisal I. bei seiner Krönung zum König des Iraks am 23. August 1921

Bereits am 2. Dezember 1918 und somit noch vor der Pariser Friedenskonferenz vereinbarten die Regierungschefs Frankreichs und Großbritanniens insgeheim, das Sykes-Picot-Abkommen zu Ungunsten der arabischen Interessen abzuändern. Es wurde vereinbart, dass das syrische Inland, welches nach dem ursprünglichen Abkommen eigentlich von einem arabischen Herrscher verwaltet werden sollte, nun von Frankreich direkt verwaltet werden würde.
An der Pariser Friedenskonferenz, die nach dem Krieg die Bedingungen des Friedens festlegen sollte, nahm auch Faisal begleitet von T. E. Lawrence teil. Da bei dieser Konferenz allerdings die europäischen Themen im Vordergrund standen, wurden insgesamt nur zwei Sitzungen abgehalten, die die arabische Sache betrafen. Auf der ersten Sitzung, die am 6. Februar 1919 stattfand, verlangte Faisal die Unabhängigkeit des Gebietes zwischen dem Taurus und dem Golf von Aden, was der Schaffung eines Großarabischen Reiches entsprochen hätte. Allerdings sprach sich am 20. März der Vertreter des syrischen Nationalkomitees gegen die Verwaltung des syrischen Gebietes durch eine haschimitische Monarchie aus, da die kulturellen Unterschiede zwischen der Bevölkerung des Hedschas und der Bevölkerung Syriens zu groß seien.
Da bekannt geworden war, dass sich Großbritannien gemäß dem Sykes-Picot-Abkommen aus Syrien zurückziehen sollte, damit es von Frankreich besetzt werden konnte, beschloss ein allgemeiner Syrischer Kongress, Faisal zum König von Syrien zu wählen. Dies muss aber als Protestaktion und verzweifelter Schritt gegen die Abmachungen zwischen Frankreich und Großbritannien gesehen werden, da Faisal in Syrien als fremd galt und somit nicht sehr populär war. Am 20. März 1920 wurde Faisal dann schließlich zum syrischen König ausgerufen.
Während der Konferenz von Sanremo (19.–26. April 1920) wurde die Aufteilung des Nahen Ostens gemäß dem Sykes-Picot-Abkommen sowie der Vereinbarung vom 2. Dezember 1918 nun offiziell beschlossen. Somit wurde erstmals ein arabisch verwaltetes Gebiet im Landesinneren offiziell ausgeschlossen. Im Sommer landeten französische Truppen in Syrien, die nach einigen Gefechten mit der Armee Faisals (→ Schlacht von Maysalun) Damaskus einnahmen. Somit wurde Faisals Herrschaft beendet und Syrien als Mandatsgebiet französischer Verwaltung unterstellt (→ Völkerbundmandat für Syrien und Libanon).
Nach dieser Niederlage herrschte die Haschimitendynastie nur noch über den Hedschas auf der arabischen Halbinsel, da Hussein ibn Ali sich schon während der Revolte zum König des Hedschas hatte ausrufen lassen. Da das Gebiet für wertlos gehalten wurde, gab es keine europäische Macht, die darauf Anspruch erhoben hätte. Allerdings kam es schon kurz nach dem Krieg zu Spannungen mit dem benachbarten Nadschd unter Ibn Saud. Da es sich sowohl bei Hussein ibn Ali als auch bei Ibn Saud um Verbündete Großbritanniens handelte, versuchte Großbritannien vergeblich, den Streit zwischen beiden Staaten zu schlichten und einen Krieg zu verhindern. Nachdem Ibn Saud bereits die Armee des Scherifen geschlagen hatte, konnte er nur durch die Androhung von Luftschlägen gegen seine Truppen von Großbritannien zum Rückzug gezwungen werden. Allerdings verschlechterten sich auf Grund Husseins ablehnender Haltung gegenüber der zionistischen Bewegung seine Beziehungen zu Großbritannien, so dass im Jahr 1924, nachdem sich Hussein ibn Ali zum Kalifen ausgerufen hatte, die Truppen Ibn Sauds in den Hedschas eindringen und die heiligen Stätten Mekka und Medina einnehmen konnten. Anschließend gliederte Ibn Saud das neu hinzugewonnene Gebiet in sein Königreich ein, welches er zuerst Königreich des Hedschas und Nadschd nannte, bis er schließlich im Jahr 1932 den Staat Saudi-Arabien proklamierte.
Seit der Eroberung des Iraks im Jahr 1917 stand dieser unter direkter britischer Verwaltung. Allerdings kam es im Jahr 1920 zum Aufstand gegen die Briten, weshalb diese auf Grund eines Berichtes von T. E. Lawrence zu dem Schluss kam, dass es vonnöten sei, einen arabischen Marionettenherrscher zu installieren. Die Wahl fiel hierbei auf Faisal, da dieser ein gewisses Maß an Bekanntheit bei der irakischen Bevölkerung erreicht hatte. Des Weiteren suchte man ihn für den Verlust seiner Herrschaft über Syrien zu entschädigen. Um dem neuen König eine ausreichende Legitimation zu verschaffen, wurde beschlossen, ihn von einer Volksversammlung wählen zu lassen. Um aber den Wahlsieg Faisals schon vorab zu sichern, wurde der einzige aussichtsreiche Gegenkandidat noch vor der Wahl verhaftet, so dass Faisal die Wahl mit 97 % der Stimmen gewann und am 23. August 1921 zum Herrscher des Königreichs Irak gekrönt wurde.
Ebenfalls im Jahr 1921 wurde Faisals Bruder Abdallah als Emir von Transjordanien eingesetzt. Als Jordanien 25. Mai 1946 in die Unabhängigkeit entlassen wurde, wurde Abdallah zum König von Jordanien proklamiert. Während die Haschimitische Dynastie im Irak am 14. Juli 1958 von Abd al-Karim Qasim gestürzt wurde, wird Jordanien bis heute von einem haschimitischen König, aktuell Abdullah II. regiert.

## Taktik der Revolte
Während das Phänomen des Grabenkrieges die Schlachtfelder des Ersten Weltkriegs dominierte, spielte er bei der Arabischen Revolte so gut wie keine Rolle. Schon T. E. Lawrence beschrieb, dass die Beduinenkrieger auf Grund ihrer Individualität und des gegenseitigen Misstrauens nicht auf Befehle hören würden und somit nicht zu einer regulären Armee geformt werden könnten. Da aus diesen Gründen eine offene Feldschlacht gegen die Osmanische Armee für die Aufständischen nicht zu gewinnen war, beschränkten sie sich auf den Partisanenkrieg.
Meist richteten sich die Attacken gegen die Hedschasbahn, die als Versorgungslinie für die osmanischen Truppen von großer Wichtigkeit war. So wurden die Bahngleise oft durch einfache Sprengungen verbogen und somit unbrauchbar gemacht. Es wurden aber auch kompliziertere Sprengladungen angebracht, welche per Fernzündung unter einem fahrenden Zug zur Explosion gebracht wurden, was den Vorteil hatte, dass nicht nur die Schienen, sondern auch die wertvollen Lokomotiven zerstört wurden. Des Weiteren wurden auch über weite Strecken Telegrafenmasten mit Hilfe von Kamelen umgerissen.
Seltener kam es zu Gefechten mit kleineren türkischen Abteilungen. Heftige Gefechte oder Schlachten gab es kaum. Deshalb hielten sich auch auf beiden Seiten die Verluste in Grenzen, weshalb die Arabische Revolte oft auch als Kleinkrieg bezeichnet wurde.
Da die Briten im Laufe des Krieges ihre Front immer weiter nach Norden verschieben konnten, mussten sich die Türken immer wieder aus Städten zurückziehen, welche dann teilweise von den aufständischen Beduinen eingenommen wurden. Eine Rückeroberung dieser Städte war aus demselben Grund nicht möglich. Die Einnahme größerer Städte ist ungewöhnlich für einen Guerillakrieg und wurde in diesem Fall nur durch die Zusammenarbeit von Aufständischen und einer regulären Armee ermöglicht. Allerdings wären die Aufständischen nicht in der Lage gewesen, eine Stadt im Kampf einzunehmen oder zu verteidigen. Deshalb ist die Vorstellung, dass die Arabische Revolte ein Eroberungskrieg aus eigener Kraft war, nicht korrekt.

## Motivation der Beduinenkrieger
Lange Zeit wurde angenommen, dass die Beduinenkrieger, die während der arabischen Revolte kämpften, hauptsächlich nationalistische Motive gehabt hätten, die als Abwehrreaktion gegenüber dem Jungtürkischen Nationalismus gedeutet wurden. Allerdings geht man mittlerweile davon aus, dass die meisten Araber im Osmanischen Reich loyal zu den Türken blieben, da diese einerseits als Verteidiger des Islams angesehen wurden, andererseits die türkische Verwaltung im Hedschas nur indirekt durch den Scherifen erfolgte. Die meisten Beduinen wurden durch dieses lockere Verwaltungssystem nicht nennenswert in ihrer Freiheit beeinträchtigt. Aus diesen Gründen kämpften einige Araber bis zum Ende des Krieges in der osmanischen Armee gegen die Aufständischen.
Die Aufständischen hingegen kämpften meist nicht aus nationalistischen, sondern aus eigennützigen Gründen. Die Briten brachten enorme Geldmengen für die Aufständischen auf, die an diese als eine Art Sold verteilt wurden. Dieser Sold war für die dortigen Verhältnisse so hoch, dass er einen großen Anreiz darstellte, auf der Seite des Scherifen zu kämpfen. Des Weiteren erhofften sich viele Anhänger des Aufstandes, bei Plünderungen reiche Beute zu machen. Diese beiden Hauptmotive hatten zur Folge, dass die Bereitschaft, für die arabische Sache das eigene Leben zu geben, nur sehr gering war. Außerdem kam es teilweise noch während der Kampfhandlungen zu ausgedehnten Plünderungen, was nicht nur den Erfolg einer Schlacht gefährden konnte, sondern auch dazu führte, dass sich viele Krieger nach reicher Beute auf den Heimweg machten. Dies beeinträchtigte die Zuverlässigkeit und Kampfkraft der Nomadenkrieger enorm.

## Unterstützung durch die Briten

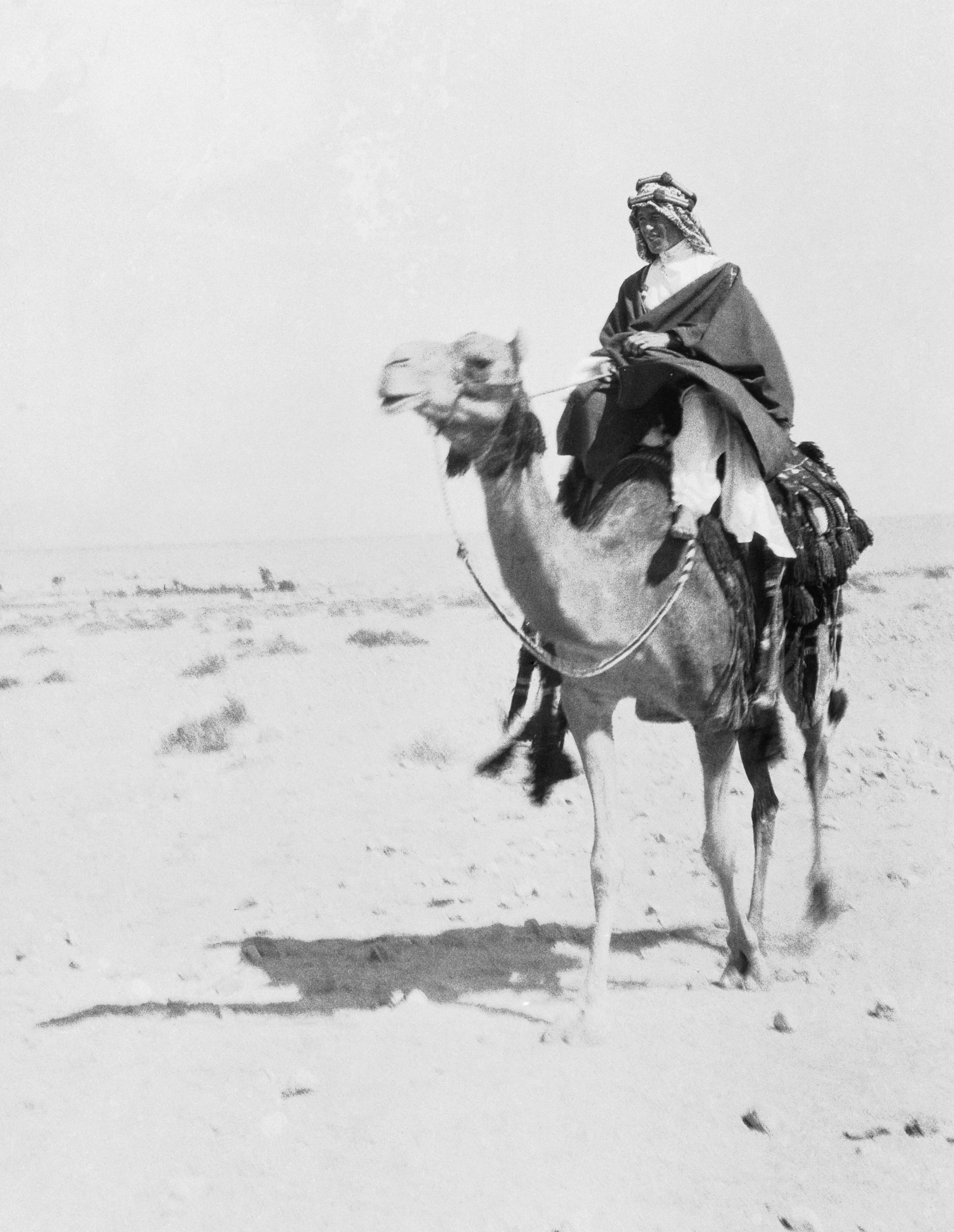
Lawrence bei Akaba, 1917

Die Briten unterstützen die arabische Revolte mit unterschiedlichen Mitteln. Vor allem lieferten sie Gewehre, Munition, moderne Maschinengewehre und meist ausgediente Artilleriegeschütze (In Die sieben Säulen der Weisheit werden oft Hotchkiss-Maschinengewehre und Gebirgsgeschütze erwähnt).
Des Weiteren erhielten die Aufständischen des Öfteren Hilfe von der Britischen Luftwaffe und Marine. Während britische Kampfflugzeuge zum Beispiel bei den Kämpfen um Dar'a eingesetzt wurden, um türkische Flugzeuge zu bekämpfen und die Truppen am Boden zu beschützen, wurden die Kriegsschiffe, vor allem bei den Kämpfen im Hedschas, als zusätzliche Artillerie verwendet.
Auch entsandte das arabische Büro in Kairo einige Offiziere als Ausbilder für die arabischen Truppen oder als Verbindungsoffiziere und Berater für die militärischen Anführer der Beduinenkrieger. Der berühmteste dieser Offiziere war T. E. Lawrence.
Am bedeutsamsten für die Aufrechterhaltung des Beduinenheers waren jedoch die enormen finanziellen Mittel, die von der britischen Regierung zur Verfügung gestellt worden waren und einen regelmäßigen Sold für die einzelnen Krieger ermöglichten.
Schätzungen Ronald Storrs’ zufolge unterstützten die Briten die Revolte mit ungefähr 11 Millionen Pfund.

## Bedeutung der Revolte
Nach Meinung vieler Historiker war die Arabische Revolte nicht von entscheidender Bedeutung für den Krieg gegen das Osmanische Reich. Allerdings steht auch fest, dass die Überfälle gegen die osmanischen Nachschublinien die Briten zumindest etwas entlasteten.
Viel bedeutender jedoch war die Arabische Revolte für die Politik und Neuordnung des Nahen Ostens nach dem Untergang des Osmanischen Reiches. Nur durch die Arabische Revolte gewannen die Haschimiten so viel Macht, dass sie als Herrscherdynastien für den Irak und Jordanien in Frage kamen. Ebenfalls gehen die engen Beziehungen zwischen dem Haschimitischen Königreich Jordanien und Großbritannien auf die Arabische Revolte zurück.